# Équipe d'Algérie de football à la Coupe du monde 2014
Cet article relate le parcours de l’Équipe d'Algérie de football lors de la coupe du monde de football de 2014 organisée au Brésil du 12 juin au 13 juillet 2014. Il s'agit de la 4e participation de l'Algérie à la Coupe du monde de football après 1982, 1986 et 2010.

## Effectif
La liste définitive des 23 joueurs algériens :
| Numéro / Nom       | Numéro / Nom           | Club              | Date de naissance | J.              | Buts            |                 |                 |                 |
| Gardiens de but    | Gardiens de but        | Gardiens de but   | Gardiens de but   | Gardiens de but | Gardiens de but | Gardiens de but | Gardiens de but | Gardiens de but |
| ------------------ | ---------------------- | ----------------- | ----------------- | --------------- | --------------- | --------------- | --------------- | --------------- |
| 1                  | Cédric Si Mohammed     | CS Constantine    | 05.01.1985        | 0               | 0               | 0               | 0               | 0               |
| 16                 | Mohamed Zemmamouche    | USM Alger         | 19.03.1985        | 0               | 0               | 0               | 0               | 0               |
| 23                 | Raïs M'Bolhi           | CSKA Sofia        | 25.04.1986        | 4               | 0               | 0               | 0               | 0               |
| Défenseurs         |                        |                   |                   |                 |                 |                 |                 |                 |
| 2                  | Madjid Bougherra       | Lekhwiya          | 07.10.1982        | 3               | 0               | 1               | 0               | 0               |
| 3                  | Faouzi Ghoulam         | SSC Naples        | 01.02.1991        | 2               | 0               | 0               | 0               | 0               |
| 4                  | Essaïd Belkalem        | Watford           | 01.01.1989        | 3               | 0               | 0               | 0               | 0               |
| 5                  | Rafik Halliche         | Académica Coimbra | 02.09.1986        | 4               | 1               | 1               | 0               | 0               |
| 6                  | Djamel Mesbah          | AS Livourne       | 09.10.1984        | 2               | 0               | 1               | 0               | 0               |
| 12                 | Carl Medjani           | Valenciennes FC   | 15.05.1985        | 3               | 0               | 0               | 0               | 0               |
| 17                 | Liassine Cadamuro      | Real Majorque     | 05.03.1988        | 0               | 0               | 1               | 0               | 0               |
| 20                 | Aïssa Mandi            | Stade de Reims    | 22.10.1991        | 3               | 0               | 0               | 0               | 0               |
| 22                 | Mehdi Mostefa          | AC Ajaccio        | 30.08.1983        | 2               | 0               | 0               | 0               | 0               |
| Milieux de terrain |                        |                   |                   |                 |                 |                 |                 |                 |
| 7                  | Hassan Yebda           | Udinese           | 14.05.1984        | 1               | 0               | 0               | 0               | 0               |
| 8                  | Medhi Lacen            | Getafe CF         | 15.05.1984        | 3               | 0               | 0               | 0               | 0               |
| 10                 | Sofiane Feghouli       | Valence CF        | 26.12.1989        | 4               | 1               | 0               | 0               | 0               |
| 11                 | Yacine Brahimi         | Grenade CF        | 08.02.1990        | 3               | 1               | 0               | 0               | 0               |
| 14                 | Nabil Bentaleb         | Tottenham Hotspur | 24.11.1994        | 3               | 0               | 1               | 0               | 0               |
| 18                 | Abdelmoumene Djabou    | Club africain     | 31.01.1987        | 3               | 2               | 0               | 0               | 0               |
| 19                 | Saphir Taïder          | Inter Milan       | 29.02.1992        | 2               | 0               | 0               | 0               | 0               |
| 21                 | Riyad Mahrez           | Leicester City    | 21.02.1991        | 1               | 0               | 0               | 0               | 0               |
| Attaquants         |                        |                   |                   |                 |                 |                 |                 |                 |
| 9                  | Nabil Ghilas           | FC Porto          | 20.04.1990        | 3               | 0               | 1               | 0               | 0               |
| 13                 | Islam Slimani          | Sporting CP       | 18.06.1988        | 4               | 2               | 0               | 0               | 0               |
| 15                 | El Arabi Hilal Soudani | Dinamo Zagreb     | 25.11.1987        | 2               | 0               | 0               | 0               | 0               |
| Sélectionneur      |                        |                   |                   |                 |                 |                 |                 |                 |
|                    | Vahid Halilhodžić      |                   | 15.05.1952        |                 |                 |                 |                 |                 |

## Qualifications

### Groupe H
| Rang | Équipe  | Pts | J | G | N | P | Bp | Bc | Diff |  | Résultats (▼ dom., ► ext.) |     |     |     |     |
| ---- | ------- | --- | - | - | - | - | -- | -- | ---- |  | -------------------------- | --- | --- | --- | --- |
| 1    | Algérie | 15  | 6 | 5 | 0 | 1 | 13 | 4  | +9   |  | Algérie                    |     | 1-0 | 3-1 | 4-0 |
| 2    | Mali    | 8   | 6 | 2 | 2 | 2 | 7  | 7  | 0    |  | Mali                       | 2-1 |     | 2-2 | 1-1 |
| 3    | Bénin   | 8   | 6 | 2 | 2 | 2 | 8  | 9  | -1   |  | Bénin                      | 1-3 | 1-0 |     | 2-0 |
| 4    | Rwanda  | 2   | 6 | 0 | 2 | 4 | 3  | 11 | -8   |  | Rwanda                     | 0-1 | 1-2 | 1-1 |     |

L'Algérie remporte le groupe et se qualifie pour le troisième et dernier tour.

#### Résultats et calendrier
| 1re journée             | Algérie                                      | 4 – 0   | Rwanda |                                                                               |                                                                               |
| 2 juin 2012 20:30 UTC+1 | Feghouli 26e · Soudani 31e 82e · Slimani 79e | (2 - 0) |        | Stade Mustapha-Tchaker, Blida Spectateurs : 20 000 Arbitrage : Bakary Gassama | Stade Mustapha-Tchaker, Blida Spectateurs : 20 000 Arbitrage : Bakary Gassama |
| 2 juin 2012 20:30 UTC+1 | Rapport                                      |         |        | Stade Mustapha-Tchaker, Blida Spectateurs : 20 000 Arbitrage : Bakary Gassama | Stade Mustapha-Tchaker, Blida Spectateurs : 20 000 Arbitrage : Bakary Gassama |

| 2e journée               | Mali                    | 2 – 1   | Algérie    | | |
| 10 juin 2012 19:00 UTC+0 | N'Diaye 30e · Maïga 81e | (1 - 1) | 6e Slimani | Stade du 4 août, Ouagadougou (Burkina Faso) La rencontre Mali - Algérie, initialement prévue le 9 juin à Bamako, s'est déroulée sur terrain neutre à cause de l'instabilité politique au Mali Spectateurs : 5 847 Arbitrage : Daniel Bennett | Stade du 4 août, Ouagadougou (Burkina Faso) La rencontre Mali - Algérie, initialement prévue le 9 juin à Bamako, s'est déroulée sur terrain neutre à cause de l'instabilité politique au Mali Spectateurs : 5 847 Arbitrage : Daniel Bennett |
| 10 juin 2012 19:00 UTC+0 | Rapport                 |         |            | Stade du 4 août, Ouagadougou (Burkina Faso) La rencontre Mali - Algérie, initialement prévue le 9 juin à Bamako, s'est déroulée sur terrain neutre à cause de l'instabilité politique au Mali Spectateurs : 5 847 Arbitrage : Daniel Bennett | Stade du 4 août, Ouagadougou (Burkina Faso) La rencontre Mali - Algérie, initialement prévue le 9 juin à Bamako, s'est déroulée sur terrain neutre à cause de l'instabilité politique au Mali Spectateurs : 5 847 Arbitrage : Daniel Bennett |

| 3e journée               | Algérie                                   | 3 – 1   | Bénin       |                                                                                        |                                                                                        |
| 26 mars 2013 20:30 UTC+1 | Feghouli 10e · Taïder 59e · Slimani 90+2e | (1 - 1) | 26e Gestede | Stade Mustapha-Tchaker, Blida Spectateurs : 32 000 Arbitrage : Rajindraparsad Seechurn | Stade Mustapha-Tchaker, Blida Spectateurs : 32 000 Arbitrage : Rajindraparsad Seechurn |
| 26 mars 2013 20:30 UTC+1 | Rapport                                   |         |             | Stade Mustapha-Tchaker, Blida Spectateurs : 32 000 Arbitrage : Rajindraparsad Seechurn | Stade Mustapha-Tchaker, Blida Spectateurs : 32 000 Arbitrage : Rajindraparsad Seechurn |

| 4e journée              | Bénin       | 1 – 3   | Algérie                      |                                                              |                                                              |
| 9 juin 2013 16:00 UTC+1 | Gestede 31e | (1 - 2) | 38e 42e Slimani · 78e Ghilas | Stade Charles-de-Gaulle, Porto-Novo Arbitrage : Néant Alioum | Stade Charles-de-Gaulle, Porto-Novo Arbitrage : Néant Alioum |
| 9 juin 2013 16:00 UTC+1 | Rapport     |         |                              | Stade Charles-de-Gaulle, Porto-Novo Arbitrage : Néant Alioum | Stade Charles-de-Gaulle, Porto-Novo Arbitrage : Néant Alioum |

| 5e journée               | Rwanda  | 0 – 1   | Algérie    |                                                                       |                                                                       |
| 16 juin 2013 15:30 UTC+2 |         | (0 - 0) | 51e Taïder | Stade Amahoro, Kigali Spectateurs : 15 000 Arbitrage : Yakhouba Keita | Stade Amahoro, Kigali Spectateurs : 15 000 Arbitrage : Yakhouba Keita |
| 16 juin 2013 15:30 UTC+2 | Rapport |         |            | Stade Amahoro, Kigali Spectateurs : 15 000 Arbitrage : Yakhouba Keita | Stade Amahoro, Kigali Spectateurs : 15 000 Arbitrage : Yakhouba Keita |

| 6e journée                  | Algérie     | 1 – 0   | Mali |                                                                                   |                                                                                   |
| 10 septembre 2013 19h30 GMT | Soudani 50e | (0 - 0) |      | Stade Mustapha-Tchaker, Blida Spectateurs : 20 000 Arbitrage : Eric Otogo-Castane | Stade Mustapha-Tchaker, Blida Spectateurs : 20 000 Arbitrage : Eric Otogo-Castane |
| 10 septembre 2013 19h30 GMT | Rapport     |         |      | Stade Mustapha-Tchaker, Blida Spectateurs : 20 000 Arbitrage : Eric Otogo-Castane | Stade Mustapha-Tchaker, Blida Spectateurs : 20 000 Arbitrage : Eric Otogo-Castane |

### Troisième tour
| Barrages - Zone Afrique     | Burkina Faso                                    | 3 – 2 | Algérie                    |                                                                             |                                                                             |
| 12 octobre 2013 16:00 UTC+0 | Pitroipa 45+2e · D. Koné 65e · Bancé 86e (pen.) |       | 50e Feghouli · 68e Medjani | Stade du 4-Août, Ouagadougou Spectateurs : 31 000 Arbitrage : Janny Sikazwe | Stade du 4-Août, Ouagadougou Spectateurs : 31 000 Arbitrage : Janny Sikazwe |
| 12 octobre 2013 16:00 UTC+0 | Rapport                                         |       |                            | Stade du 4-Août, Ouagadougou Spectateurs : 31 000 Arbitrage : Janny Sikazwe | Stade du 4-Août, Ouagadougou Spectateurs : 31 000 Arbitrage : Janny Sikazwe |

| Barrages - Zone Afrique      | Algérie       | 1 – 0   | Burkina Faso |                                                                              |                                                                              |
| 19 novembre 2013 19:15 UTC+1 | Bougherra 49e | (0 - 0) |              | Stade Mustapha-Tchaker, Blida Spectateurs : 35 000 Arbitrage : Badara Diatta | Stade Mustapha-Tchaker, Blida Spectateurs : 35 000 Arbitrage : Badara Diatta |
| 19 novembre 2013 19:15 UTC+1 | Rapport       |         |              | Stade Mustapha-Tchaker, Blida Spectateurs : 35 000 Arbitrage : Badara Diatta | Stade Mustapha-Tchaker, Blida Spectateurs : 35 000 Arbitrage : Badara Diatta |

## Préparation

### Algérie-Slovénie
| Match amical                                          | Algérie                    | 2 - 0   | Slovénie | stade Mustapha-Tchaker Blida, Algérie                          |                                                                |
| 5 mars 2014 · 18h00 UTC+0 · Historique des rencontres | 45+2e Soudani · 55e Taïder | (1 - 0) |          | Spectateurs : 15,000 Diffuseur : EPTV Arbitrage : Alioum Néant | Spectateurs : 15,000 Diffuseur : EPTV Arbitrage : Alioum Néant |
| 5 mars 2014 · 18h00 UTC+0 · Historique des rencontres | Rapport                    |         |          | Spectateurs : 15,000 Diffuseur : EPTV Arbitrage : Alioum Néant | Spectateurs : 15,000 Diffuseur : EPTV Arbitrage : Alioum Néant |

### Algérie-Arménie
| Match amical                                          | Algérie                                 | 3 - 1   | Arménie      | Stade de Tourbillon Sion, Suisse                                           |                                                                            |
| 31 mai 2014 · 17h00 UTC+0 · Historique des rencontres | 13e Belkalem · 21e Ghilas · 41e Slimani | (3 - 0) | Sarkisov 46e | Spectateurs : 14,000 Diffuseur : EPTV beIN Sports Arbitrage : Sascha Amhof | Spectateurs : 14,000 Diffuseur : EPTV beIN Sports Arbitrage : Sascha Amhof |
| 31 mai 2014 · 17h00 UTC+0 · Historique des rencontres | Rapport                                 |         |              | Spectateurs : 14,000 Diffuseur : EPTV beIN Sports Arbitrage : Sascha Amhof | Spectateurs : 14,000 Diffuseur : EPTV beIN Sports Arbitrage : Sascha Amhof |

### Algérie-Roumanie
| Match amical                                          | Algérie                    | 2 - 1   | Roumanie    | Stade de Genève Genève, Suisse                                                    |                                                                                   |
| 4 juin 2014 · 19h30 UTC+0 · Historique des rencontres | 21e Bentaleb · 65e Soudani | (1 - 1) | 28e Chipciu | Spectateurs : 20,000 Diffuseur : EPTV beIN Sports Op 12 Arbitrage : Nikolaj Hänni | Spectateurs : 20,000 Diffuseur : EPTV beIN Sports Op 12 Arbitrage : Nikolaj Hänni |
| 4 juin 2014 · 19h30 UTC+0 · Historique des rencontres | Rapport                    |         |             | Spectateurs : 20,000 Diffuseur : EPTV beIN Sports Op 12 Arbitrage : Nikolaj Hänni | Spectateurs : 20,000 Diffuseur : EPTV beIN Sports Op 12 Arbitrage : Nikolaj Hänni |

## Coupe du monde

### Premier tour - Groupe H
L'Algérie fait partie du groupe H de la Coupe du monde de football de 2014, avec la Belgique, la Russie et la Corée du Sud.
|   | Équipe       | Pts | J | G | N | P | Bp | Bc | Diff |
| 1 | Belgique     | 9   | 3 | 3 | 0 | 0 | 4  | 1  | 3    |
| 2 | Algérie      | 4   | 2 | 1 | 1 | 1 | 6  | 5  | +1   |
| 3 | Russie       | 2   | 3 | 0 | 2 | 1 | 2  | 3  | -1   |
| 4 | Corée du Sud | 1   | 3 | 0 | 1 | 2 | 3  | 6  | -3   |

| J 1 | 17 juin 2014 | Belgique     | 2 - 1 | Algérie      |
| J 1 | 18 juin 2014 | Russie       | 1 - 1 | Corée du Sud |
| J 2 | 22 juin 2014 | Belgique     | 1 - 0 | Russie       |
| J 2 | 22 juin 2014 | Corée du Sud | 2 - 4 | Algérie      |
| J 3 | 26 juin 2014 | Corée du Sud | 0 - 1 | Belgique     |
| J 3 | 26 juin 2014 | Algérie      | 1 - 1 | Russie       |

#### Belgique - Algérie
| Match 15                                                 | Belgique                                  | 2 - 1   | Algérie                     | Mineirão, Belo Horizonte                                               |                                                                        |
| 17 juin 2014 · 13:00 (UTC-3) · Historique des rencontres | Marouane Fellaini 70e · Dries Mertens 80e | (0 - 1) | 25e (pen.) Sofiane Feghouli | Spectateurs : 56 800 · Arbitrage : Marco Rodríguez · Photos du match · | Spectateurs : 56 800 · Arbitrage : Marco Rodríguez · Photos du match · |
| 17 juin 2014 · 13:00 (UTC-3) · Historique des rencontres | Rapport                                   |         |                             | Spectateurs : 56 800 · Arbitrage : Marco Rodríguez · Photos du match · | Spectateurs : 56 800 · Arbitrage : Marco Rodríguez · Photos du match · |

| Belgique | Algérie |

| BELGIQUE :      |    |                   |  |     |     |
|                 |    |                   |  |     |     |
| Gardien de but  | 1  | Thibaut Courtois  |  |     |     |
|                 | 2  | Toby Alderweireld |  |     |     |
|                 | 4  | Vincent Kompany   |  |     |     |
|                 | 5  | Jan Vertonghen    |  |     | 24e |
|                 | 6  | Axel Witsel       |  |     |     |
|                 | 7  | Kevin De Bruyne   |  |     |     |
|                 | 9  | Romelu Lukaku     |  | 58e |     |
|                 | 10 | Eden Hazard       |  |     |     |
|                 | 15 | Daniel Van Buyten |  |     |     |
|                 | 19 | Mousa Dembélé     |  | 65e |     |
|                 | 22 | Nacer Chadli      |  | 46e |     |
| Remplaçants :   |    |                   |  |     |     |
|                 | 8  | Marouane Fellaini |  | 65e |     |
|                 | 14 | Dries Mertens     |  | 46e |     |
|                 | 17 | Divock Origi      |  | 58e |     |
| Sélectionneur : |    |                   |  |     |     |
| Marc Wilmots    |    |                   |  |     |     |

| ALGÉRIE :         |    |                        |  |     |     |
|                   |    |                        |  |     |     |
| Gardien de but    | 23 | Raïs M'Bolhi           |  |     |     |
|                   | 2  | Madjid Bougherra       |  |     |     |
|                   | 3  | Faouzi Ghoulam         |  |     |     |
|                   | 5  | Rafik Halliche         |  |     |     |
|                   | 10 | Sofiane Feghouli       |  |     |     |
|                   | 12 | Carl Medjani           |  | 84e |     |
|                   | 14 | Nabil Bentaleb         |  |     | 34e |
|                   | 15 | El Arabi Hilal Soudani |  | 66e |     |
|                   | 19 | Saphir Taïder          |  |     |     |
|                   | 21 | Riyad Mahrez           |  | 71e |     |
|                   | 22 | Mehdi Mostefa          |  |     |     |
| Remplaçants :     |    |                        |  |     |     |
|                   | 13 | Islam Slimani          |  | 66e |     |
|                   | 9  | Nabil Ghilas           |  | 84e |     |
|                   | 8  | Medhi Lacen            |  | 71e |     |
| Sélectionneur :   |    |                        |  |     |     |
| Vahid Halilhodžić |    |                        |  |     |     |

| Assistants : Marvin Torrentera Marcos Quintero Quatrième arbitre : Alireza Faghani Cinquième arbitre : Hassan Kamranifar Homme du Match : Kevin De Bruyne |

#### Algérie - Corée du Sud
| Match 32                                                 | Corée du Sud                         | 2 - 4   | Algérie                                                                               | Stade José-Pinheiro-Borda, Porto Alegre                              |                                                                      |
| 22 juin 2014 · 16:00 (UTC-3) · Historique des rencontres | Son Heung-min 50e · Koo Ja-cheol 72e | (0 - 3) | 26e Islam Slimani · 28e Rafik Halliche · 38e Abdelmoumene Djabou · 62e Yacine Brahimi | Spectateurs : 42 732 · Arbitrage : Wilmar Roldán · Photos du match · | Spectateurs : 42 732 · Arbitrage : Wilmar Roldán · Photos du match · |
| 22 juin 2014 · 16:00 (UTC-3) · Historique des rencontres | Rapport                              |         |                                                                                       | Spectateurs : 42 732 · Arbitrage : Wilmar Roldán · Photos du match · | Spectateurs : 42 732 · Arbitrage : Wilmar Roldán · Photos du match · |

| Corée du Sud | Algérie |

| CORÉE DU SUD :  |    |                 |  |     |     |
|                 |    |                 |  |     |     |
| Gardien de but  | 1  | Jung Sung-ryong |  |     |     |
|                 | 3  | Yun Suk-young   |  |     |     |
|                 | 5  | Kim Young-gwon  |  |     |     |
|                 | 9  | Son Heung-min   |  |     |     |
|                 | 10 | Park Chu-young  |  | 57e |     |
|                 | 12 | Lee Yong        |  |     | 54e |
|                 | 13 | Koo Ja-cheol    |  |     |     |
|                 | 14 | Han Kook-young  |  | 78e | 69e |
|                 | 16 | Ki Sung-yueng   |  |     |     |
|                 | 17 | Lee Chung-yong  |  | 64e |     |
|                 | 20 | Hong Jeong-ho   |  |     |     |
| Remplaçants :   |    |                 |  |     |     |
|                 | 18 | Kim Shin-wook   |  | 57e |     |
|                 | 11 | Lee Keun-ho     |  | 64e |     |
|                 | 19 | Ji Dong-won     |  | 78e |     |
| Sélectionneur : |    |                 |  |     |     |
| Hong Myung-bo   |    |                 |  |     |     |

| ALGÉRIE :         |    |                     |  |     |     |
|                   |    |                     |  |     |     |
| Gardien de but    | 23 | Raïs M'Bolhi        |  |     |     |
|                   | 2  | Madjid Bougherra    |  | 89e | 67e |
|                   | 5  | Rafik Halliche      |  |     |     |
|                   | 6  | Djamel Mesbah       |  |     |     |
|                   | 12 | Carl Medjani        |  |     |     |
|                   | 20 | Aïssa Mandi         |  |     |     |
|                   | 10 | Sofiane Feghouli    |  |     |     |
|                   | 18 | Abdelmoumene Djabou |  | 73e |     |
|                   | 11 | Yacine Brahimi      |  | 77e |     |
|                   | 14 | Nabil Bentaleb      |  |     |     |
|                   | 13 | Islam Slimani       |  |     |     |
| Remplaçants :     |    |                     |  |     |     |
|                   | 9  | Nabil Ghilas        |  | 73e |     |
|                   | 8  | Medhi Lacen         |  | 77e |     |
|                   | 4  | Essaïd Belkalem     |  | 89e |     |
| Sélectionneur :   |    |                     |  |     |     |
| Vahid Halilhodžić |    |                     |  |     |     |

| Assistants : Christian Lescano Eduardo Díaz Quatrième arbitre : Alireza Faghani Cinquième arbitre : Hassan Kamranifar Homme du Match : Islam Slimani |

#### Algérie - Russie
| Match 48                                                 | Algérie           | 1 - 1   | Russie                | Stade Joaquim-Américo-Guimarães, Curitiba                           |                                                                     |
| 26 juin 2014 · 17:00 (UTC-3) · Historique des rencontres | Islam Slimani 60e | (0 - 1) | 6e Alexandre Kokorine | Spectateurs : 39 311 · Arbitrage : Cüneyt Çakır · Photos du match · | Spectateurs : 39 311 · Arbitrage : Cüneyt Çakır · Photos du match · |
| 26 juin 2014 · 17:00 (UTC-3) · Historique des rencontres | rapport           |         |                       | Spectateurs : 39 311 · Arbitrage : Cüneyt Çakır · Photos du match · | Spectateurs : 39 311 · Arbitrage : Cüneyt Çakır · Photos du match · |

| Algérie | Russie |

| ALGÉRIE :         |    |                        |  |     |       |
|                   |    |                        |  |     |       |
| Gardien de but    | 23 | Raïs M'Bolhi           |  |     |       |
|                   | 4  | Essaïd Belkalem        |  |     |       |
|                   | 5  | Rafik Halliche         |  |     |       |
|                   | 6  | Djamel Mesbah          |  |     | 39e   |
|                   | 10 | Sofiane Feghouli       |  |     |       |
|                   | 11 | Yacine Brahimi         |  | 71e |       |
|                   | 12 | Carl Medjani           |  |     |       |
|                   | 13 | Islam Slimani          |  | 90e |       |
|                   | 14 | Nabil Bentaleb         |  |     |       |
|                   | 18 | Abdelmoumene Djabou    |  | 77e |       |
|                   | 20 | Aïssa Mandi            |  |     |       |
| Remplaçants :     |    |                        |  |     |       |
|                   | 7  | Hassan Yebda           |  | 71e |       |
|                   | 9  | Nabil Ghilas           |  | 77e | 87e   |
|                   | 15 | El Arabi Hilal Soudani |  | 90e |       |
|                   | 17 | Liassine Cadamuro      |  |     | 90+2e |
| Sélectionneur :   |    |                        |  |     |       |
| Vahid Halilhodžić |    |                        |  |     |       |

| RUSSIE :        |    |                      |  |     |     |
|                 |    |                      |  |     |     |
| Gardien de but  | 1  | Igor Akinfeïev       |  |     |     |
|                 | 2  | Alexeï Kozlov        |  |     | 59e |
|                 | 4  | Sergueï Ignachevitch |  |     |     |
|                 | 8  | Denis Glouchakov     |  | 46e |     |
|                 | 9  | Alexandre Kokorine   |  |     |     |
|                 | 11 | Alexandre Kerjakov   |  | 81e |     |
|                 | 14 | Vassili Bérézoutski  |  |     |     |
|                 | 17 | Oleg Chatov          |  | 67e |     |
|                 | 19 | Alexandre Samedov    |  |     |     |
|                 | 20 | Viktor Faïzouline    |  |     |     |
|                 | 23 | Dmitri Kombarov      |  |     | 57e |
| Remplaçants :   |    |                      |  |     |     |
|                 | 6  | Maxim Kanounnikov    |  | 81e |     |
|                 | 7  | Igor Denissov        |  | 46e |     |
|                 | 10 | Alan Dzagoïev        |  | 67e |     |
| Sélectionneur : |    |                      |  |     |     |
| Fabio Capello   |    |                      |  |     |     |

| Assistants : Bahattin Duran Tarik Ongun Quatrième arbitre : Joel Aguilar Cinquième arbitre : Juan Zumba Homme du Match : Islam Slimani |

### Huitième de finale

#### Allemagne - Algérie
| 30 juin 2014                              | Allemagne                            | 2 - 1 a. p. | Algérie                    | Stade José-Pinheiro-Borda, Porto Alegre                             |                                                                     |
| 17:00 (UTC-3) · Historique des rencontres | André Schürrle 92e · Mesut Özil 119e | (0 - 0)     | 120+1e Abdelmoumene Djabou | Spectateurs : 43 063 · Arbitrage : Sandro Ricci · Photos du match · | Spectateurs : 43 063 · Arbitrage : Sandro Ricci · Photos du match · |
| 17:00 (UTC-3) · Historique des rencontres | rapport                              |             |                            | Spectateurs : 43 063 · Arbitrage : Sandro Ricci · Photos du match · | Spectateurs : 43 063 · Arbitrage : Sandro Ricci · Photos du match · |

| Allemagne | Algérie |

| Allemagne :     |    |                        |  |      |      |
|                 |    |                        |  |      |      |
| Gardien de but  | 1  | Manuel Neuer           |  |      |      |
|                 | 4  | Benedikt Höwedes       |  |      |      |
|                 | 7  | Bastian Schweinsteiger |  | 109e |      |
|                 | 8  | Mesut Özil             |  |      |      |
|                 | 13 | Thomas Müller          |  |      |      |
|                 | 16 | Philipp Lahm           |  |      | 107e |
|                 | 17 | Per Mertesacker        |  |      |      |
|                 | 18 | Toni Kroos             |  |      |      |
|                 | 19 | Mario Götze            |  | 46e  |      |
|                 | 20 | Jérôme Boateng         |  |      |      |
|                 | 21 | Shkodran Mustafi       |  | 70e  |      |
| Remplaçants :   |    |                        |  |      |      |
|                 | 9  | André Schürrle         |  | 46e  |      |
|                 | 6  | Sami Khedira           |  | 70e  |      |
|                 | 23 | Christoph Kramer       |  | 109e |      |
| Sélectionneur : |    |                        |  |      |      |
| Joachim Löw     |    |                        |  |      |      |

| Algérie :         |    |                        |  |      |     |
|                   |    |                        |  |      |     |
| Gardien de but    | 23 | Raïs M'Bolhi           |  |      |     |
|                   | 3  | Faouzi Ghoulam         |  |      |     |
|                   | 4  | Essaïd Belkalem        |  |      |     |
|                   | 5  | Rafik Halliche         |  | 97e  | 42e |
|                   | 8  | Medhi Lacen            |  |      |     |
|                   | 10 | Sofiane Feghouli       |  |      |     |
|                   | 13 | Islam Slimani          |  |      |     |
|                   | 15 | El Arabi Hilal Soudani |  | 100e |     |
|                   | 19 | Saphir Taïder          |  | 78e  |     |
|                   | 20 | Aïssa Mandi            |  |      |     |
|                   | 22 | Mehdi Mostefa          |  |      |     |
| Remplaçants :     |    |                        |  |      |     |
|                   | 11 | Yacine Brahimi         |  | 78e  |     |
|                   | 2  | Madjid Bougherra       |  | 97e  |     |
|                   | 18 | Abdelmoumene Djabou    |  | 100e |     |
| Sélectionneur :   |    |                        |  |      |     |
| Vahid Halilhodžić |    |                        |  |      |     |

| Assistants : Emerson de Carvalho Marcelo Van Gasse Quatrième arbitre : Walter Lopez Cinquième arbitre : Leonel Leal Homme du Match : Raïs M'Bolhi |

Ce huitième de finale entre la Mannschaft et les Fennecs est leur premier affrontement en Coupe du monde depuis 1982 où l'Algérie l'avait emporté avant d'être éliminée de la compétition à la suite de la rencontre Allemagne-Autriche connue depuis lors comme le match de la honte. La première mi-temps de ce match est dominée par les Africains, qui se procurent plusieurs occasions de but grâce, ou à cause, d'une défense allemande passive. Le meneur de jeu Sofiane Feghouli se montre à son avantage et la Nationalmannschaft a toutes les peines du monde à percer une défense algérienne malgré ses 65 % de possession de balle. La tendance s'inverse lors de la seconde période, où l'Allemagne domine une Algérie inoffensive et se procure d'énormes occasions de but. Grâce à son gardien Raïs M'Bolhi, désigné homme du match, l'Algérie tient tête et arrache les prolongations. Lors de celles-ci, les Allemands trouvent la faille grâce au milieu de Chelsea André Schürrle qui marque du talon à la 92e et doublent même la mise tout à la fin des prolongations par Mesut Özil. L'Algérie réduit l'écart grâce à son milieu de terrain Abdelmoumene Djabou à la 121e, mais c'est trop tard, et l'Allemagne, après trois confrontations, vainc enfin l'Algérie, qui était, avec l'Égypte et l'Allemagne de l'Est, une des trois nations que l'Allemagne n'avait jamais battue en compétition officielle.

## Statistiques

### Temps de jeu
| Joueur                 |          |          |          |          | TT       | But inscrit | MJ       | MT       | Légende |
| ---------------------- | -------- | -------- | -------- | -------- | -------- | ----------- | -------- | -------- | --- |
| Gardiens               | Gardiens | Gardiens | Gardiens | Gardiens | Gardiens | Gardiens    | Gardiens | Gardiens | Abréviations et symboles : · TT : Total de minutes jouées · MJ : Nombre de matchs joués · MT : Matchs joués en tant que titulaire · : but · : joueur entré · : joueur remplacé · : capitaine · : carton jaune · : carton rouge |
| Raïs M'Bolhi           | 90       | 90       | 90       | 120      | 390      | 0           | 4        | 4        | Abréviations et symboles : · TT : Total de minutes jouées · MJ : Nombre de matchs joués · MT : Matchs joués en tant que titulaire · : but · : joueur entré · : joueur remplacé · : capitaine · : carton jaune · : carton rouge |
| Mohamed Zemmamouche    | -        | -        | -        | -        | 0        | 0           | 0        | 0        | Abréviations et symboles : · TT : Total de minutes jouées · MJ : Nombre de matchs joués · MT : Matchs joués en tant que titulaire · : but · : joueur entré · : joueur remplacé · : capitaine · : carton jaune · : carton rouge |
| Cédric Si Mohamed      | -        | -        | -        | -        | 0        | 0           | 0        | 0        | Abréviations et symboles : · TT : Total de minutes jouées · MJ : Nombre de matchs joués · MT : Matchs joués en tant que titulaire · : but · : joueur entré · : joueur remplacé · : capitaine · : carton jaune · : carton rouge |
| Défenseurs             |          |          |          |          |          |             |          |          | Abréviations et symboles : · TT : Total de minutes jouées · MJ : Nombre de matchs joués · MT : Matchs joués en tant que titulaire · : but · : joueur entré · : joueur remplacé · : capitaine · : carton jaune · : carton rouge |
| Madjid Bougherra       | 90       | 89       | -        | 23       | 276      | 0           | 3        | 2        | Abréviations et symboles : · TT : Total de minutes jouées · MJ : Nombre de matchs joués · MT : Matchs joués en tant que titulaire · : but · : joueur entré · : joueur remplacé · : capitaine · : carton jaune · : carton rouge |
| Mehdi Mostefa          | 90       | -        | -        | 120      | 210      | 0           | 2        | 2        | Abréviations et symboles : · TT : Total de minutes jouées · MJ : Nombre de matchs joués · MT : Matchs joués en tant que titulaire · : but · : joueur entré · : joueur remplacé · : capitaine · : carton jaune · : carton rouge |
| Essaïd Belkalem        | -        | 3        | 90       | 120      | 213      | 0           | 3        | 2        | Abréviations et symboles : · TT : Total de minutes jouées · MJ : Nombre de matchs joués · MT : Matchs joués en tant que titulaire · : but · : joueur entré · : joueur remplacé · : capitaine · : carton jaune · : carton rouge |
| Rafik Halliche         | 90       | 90       | 90       | 97       | 367      | 1           | 4        | 4        | Abréviations et symboles : · TT : Total de minutes jouées · MJ : Nombre de matchs joués · MT : Matchs joués en tant que titulaire · : but · : joueur entré · : joueur remplacé · : capitaine · : carton jaune · : carton rouge |
| Liassine Cadamuro      | -        | -        | -        | -        | 0        | 0           | 0        | 0        | Abréviations et symboles : · TT : Total de minutes jouées · MJ : Nombre de matchs joués · MT : Matchs joués en tant que titulaire · : but · : joueur entré · : joueur remplacé · : capitaine · : carton jaune · : carton rouge |
| Faouzi Ghoulam         | 90       | -        | -        | 120      | 210      | 0           | 2        | 2        | Abréviations et symboles : · TT : Total de minutes jouées · MJ : Nombre de matchs joués · MT : Matchs joués en tant que titulaire · : but · : joueur entré · : joueur remplacé · : capitaine · : carton jaune · : carton rouge |
| Djamel Mesbah          | -        | 90       | 90       | -        | 180      | 0           | 2        | 2        | Abréviations et symboles : · TT : Total de minutes jouées · MJ : Nombre de matchs joués · MT : Matchs joués en tant que titulaire · : but · : joueur entré · : joueur remplacé · : capitaine · : carton jaune · : carton rouge |
| Aïssa Mandi            | -        | 90       | 90       | 120      | 300      | 0           | 3        | 3        | Abréviations et symboles : · TT : Total de minutes jouées · MJ : Nombre de matchs joués · MT : Matchs joués en tant que titulaire · : but · : joueur entré · : joueur remplacé · : capitaine · : carton jaune · : carton rouge |
| Carl Medjani           | 84       | 90       | 90       | -        | 264      | 0           | 3        | 3        | Abréviations et symboles : · TT : Total de minutes jouées · MJ : Nombre de matchs joués · MT : Matchs joués en tant que titulaire · : but · : joueur entré · : joueur remplacé · : capitaine · : carton jaune · : carton rouge |
| Milieux                |          |          |          |          |          |             |          |          | Abréviations et symboles : · TT : Total de minutes jouées · MJ : Nombre de matchs joués · MT : Matchs joués en tant que titulaire · : but · : joueur entré · : joueur remplacé · : capitaine · : carton jaune · : carton rouge |
| Hassan Yebda           | -        | -        | 19       | -        | 19       | 0           | 1        | 0        | Abréviations et symboles : · TT : Total de minutes jouées · MJ : Nombre de matchs joués · MT : Matchs joués en tant que titulaire · : but · : joueur entré · : joueur remplacé · : capitaine · : carton jaune · : carton rouge |
| Medhi Lacen            | 19       | 13       | -        | 120      | 152      | 0           | 3        | 1        | Abréviations et symboles : · TT : Total de minutes jouées · MJ : Nombre de matchs joués · MT : Matchs joués en tant que titulaire · : but · : joueur entré · : joueur remplacé · : capitaine · : carton jaune · : carton rouge |
| Saphir Taïder          | 90       | -        | -        | 78       | 168      | 0           | 2        | 2        | Abréviations et symboles : · TT : Total de minutes jouées · MJ : Nombre de matchs joués · MT : Matchs joués en tant que titulaire · : but · : joueur entré · : joueur remplacé · : capitaine · : carton jaune · : carton rouge |
| Nabil Bentaleb         | 90       | 90       | 90       | -        | 270      | 0           | 3        | 3        | Abréviations et symboles : · TT : Total de minutes jouées · MJ : Nombre de matchs joués · MT : Matchs joués en tant que titulaire · : but · : joueur entré · : joueur remplacé · : capitaine · : carton jaune · : carton rouge |
| Sofiane Feghouli       | 90       | 90       | 90       | 120      | 390      | 1           | 4        | 4        | Abréviations et symboles : · TT : Total de minutes jouées · MJ : Nombre de matchs joués · MT : Matchs joués en tant que titulaire · : but · : joueur entré · : joueur remplacé · : capitaine · : carton jaune · : carton rouge |
| Yacine Brahimi         | -        | 77       | 71       | 42       | 190      | 1           | 3        | 2        | Abréviations et symboles : · TT : Total de minutes jouées · MJ : Nombre de matchs joués · MT : Matchs joués en tant que titulaire · : but · : joueur entré · : joueur remplacé · : capitaine · : carton jaune · : carton rouge |
| Abdelmoumene Djabou    | -        | 73       | 77       | 20       | 170      | 2           | 3        | 2        | Abréviations et symboles : · TT : Total de minutes jouées · MJ : Nombre de matchs joués · MT : Matchs joués en tant que titulaire · : but · : joueur entré · : joueur remplacé · : capitaine · : carton jaune · : carton rouge |
| Riyad Mahrez           | 71       | -        | -        | -        | 71       | 0           | 1        | 1        | Abréviations et symboles : · TT : Total de minutes jouées · MJ : Nombre de matchs joués · MT : Matchs joués en tant que titulaire · : but · : joueur entré · : joueur remplacé · : capitaine · : carton jaune · : carton rouge |
| Attaquants             |          |          |          |          |          |             |          |          | Abréviations et symboles : · TT : Total de minutes jouées · MJ : Nombre de matchs joués · MT : Matchs joués en tant que titulaire · : but · : joueur entré · : joueur remplacé · : capitaine · : carton jaune · : carton rouge |
| Islam Slimani          | 24       | 90       | 89       | 120      | 323      | 2           | 4        | 3        | Abréviations et symboles : · TT : Total de minutes jouées · MJ : Nombre de matchs joués · MT : Matchs joués en tant que titulaire · : but · : joueur entré · : joueur remplacé · : capitaine · : carton jaune · : carton rouge |
| Nabil Ghilas           | 6        | 17       | 13       | -        | 36       | 0           | 3        | 0        | Abréviations et symboles : · TT : Total de minutes jouées · MJ : Nombre de matchs joués · MT : Matchs joués en tant que titulaire · : but · : joueur entré · : joueur remplacé · : capitaine · : carton jaune · : carton rouge |
| El Arbi Hillel Soudani | 66       | -        | 3        | 100      | 169      | 0           | 3        | 2        | Abréviations et symboles : · TT : Total de minutes jouées · MJ : Nombre de matchs joués · MT : Matchs joués en tant que titulaire · : but · : joueur entré · : joueur remplacé · : capitaine · : carton jaune · : carton rouge |

| Buts | Joueurs             | Adversaires             |
| ---- | ------------------- | ----------------------- |
| 2    | Islam Slimani       | Corée du Sud, Russie    |
| 2    | Abdelmoumene Djabou | Corée du Sud, Allemagne |
| 1    | Sofiane Feghouli    | Belgique                |
| 1    | Rafik Halliche      | Corée du Sud            |
| 1    | Yacine Brahimi      | Corée du Sud            |

| Passes | Joueurs             | Adversaires             |
| ------ | ------------------- | ----------------------- |
| 2      | Sofiane Feghouli    | Corée du Sud, Allemagne |
| 1      | Carl Medjani        | Corée du Sud            |
| 1      | Islam Slimani       | Corée du Sud            |
| 1      | Abdelmoumene Djabou | Corée du Sud            |
| 1      | Yacine Brahimi      | Russie                  |